# 山羊啤酒
山羊是捷克共和國一款從1874年起生產至今的拉格啤酒。 該啤酒廠成立於Velké Popovice，一個位於布拉格東南 25 公里（15 英里）的小鎮。標誌是一隻山羊（Kozel在捷克語中意為“公山羊”）。該公司於 2002 年被南非米勒收購，並於 2016年出售給朝日啤酒。

## 外部連結
- Velkopopovický Kozel Official Site （页面存档备份，存于）
- Velkopopovický Kozel Official Czech Site （页面存档备份，存于）
- Velkopopovický Kozel Official Facebook channel
- Velkopopovický Kozel on Instagram
- Velkopopovický Kozel on YouTube （页面存档备份，存于）